# Модрузень
Модрузень, Модрузені (рум. Modruzeni) — село у повіті Вранча в Румунії. Адміністративно підпорядковане місту Мерешешть.
Село розташоване на відстані 185 км на північний схід від Бухареста, 22 км на північ від Фокшан, 142 км на південь від Ясс, 81 км на північний захід від Галаца, 128 км на схід від Брашова.

## Населення
За даними перепису населення 2002 року у селі проживали 54 особи, усі — румуни. Усі жителі села рідною мовою назвали румунську.